# Laguna Ucabal
A  Laguna Ucabal  é um lago localizado na Guatemala. Localiza-se no departamento de El Petén, Município de San Francisco.